# 广福庙
广福庙，位于中国广东省茂名市茂南区袂花镇石浪管区，为茂名市茂南区文物保护单位，类型为古建筑，公布时间为2003年9月1日。
广福庙的历史年代为唐代。